# Leopoldine Kulka
Leopoldine Kulka, född 1872, död 1920, var en österrikisk kvinnorättsaktivist och pacifist. 
Hon var delegat vid Internationella Kvinnokongressen i Haag 1915, som hölls i Haag i april 1915, och var en av medgrundarna av  Internationella kvinnoförbundet för fred och frihet.